# 暮娜·惑星諾瓦
暮娜·惑星諾瓦，是一位主要活躍於印尼的虛擬YouTuber及遊戲主播，隸屬於Hololive Production，是Hololive Indonesia（holoID）一期生的成員之一。於2020年4月6號開始活動。

## 簡介

### 設定
|            | 兼職模特和偶像的大學生。因爲對虛擬世界感興趣，而成爲了VTuber。看起來沉著冷靜，實際上膽子很小。 |
| ——官方介紹 |                                                                                                |

暮娜·惑星諾瓦的形象由繪師負責人物設計，Live 2D模型由Jujube製作。對粉絲的稱呼為「Moonafic」。

### 人物
- 除了印尼語，亦能以英語對話。正在學習日語，並且希望能流利地用日語溝通。
- 是混血兒，從小便在國外成長，直到讀大學才回到印尼生活。家人也會用英語和印尼語溝通。
- 與Hololive三期生兔田佩可拉甚有交情，時常於遊戲中一起合作。

## 經歷

### 2020年
- 4月6日，hololive宣布ID一期生的出道，分別為阿芸達·栗絲、艾拉妮·伊歐菲芙婷和暮娜·惑星諾瓦三人。於當日公開twitter和YouTube頻道。
- 4月11日，在Youtube上進行首次直播。是一期生中第二位出道的成員[6]。
- 8月16日，發表印尼傳統服飾新衣裝。
- 9月16日，YouTube頻道訂閱數達到10萬。
- 12月6日，Moona作为嘉宾出席2020新加坡亚洲动漫嘉年华[7][8]，并参与了主办方举办的动漫猜谜小游戏[9]。

### 2021年
- 2月16日，發表第一首原創曲，YouTube頻道訂閱數達到50萬。
- 8月8日，YouTube頻道訂閱數達到80萬[10]。
- 10月22日，發表外出服新衣裝。

### 2022年
- 2月16日，發表個人第二首原創曲「High Tide」[11][12]。
- 2月22日，在YouTube頻道上的訂閱數突破100萬，成为Hololive ID一期生中第1位達到100萬訂閱的成員[13]，同时也是印尼以及東南亞地區第一個達成百萬訂閱的虛擬YouTuber[14][15][16][17]。
- 3月19日，於「hololive 3rd Fes. "Link Your Wish"」的演唱會活動上發表3D新衣裝並且出演。

## 争议
当地时间2020年11月18日，Moona在Twitter与观众互动时，提及宗教内容，引起印尼当地的信徒不满。其后在11月20日，Moona在Twitter上发文道歉，并暂停活动。

## 音樂作品

### 参加作品
| 發售日期      | 名稱                 | 收錄                                                                                       | 規格產品編號 |
| ------------- | -------------------- | ------------------------------------------------------------------------------------------ | ------------ |
| 2021年4月7日  | 〈id:entity voices〉 | 阿芸達·栗絲、暮娜·惑星諾瓦、艾拉妮·伊歐菲芙婷、克蕾西·奧莉、阿妮婭·梅爾菲莎、帕沃莉亞·蕾內 | CVRD-039     |
| 2022年4月16日 | 〈HI-15〉            | 阿芸達·栗絲、暮娜·惑星諾瓦、艾拉妮·伊歐菲芙婷                                              | CVRD-147     |

## 出演

### 活動
- 2020新加坡亚洲动漫嘉年华[7][9][8]
- Comic Frontier Virtual (Comivuro)（英语：Comifuro） 2021[25][26]

## 外部連結
- 官方網站 （页面存档备份，存于）
- Moona Hoshinova hololive-ID （页面存档备份，存于）—YouTube頻道
- Moona Hoshinova (ムーナ)ホロライブID （页面存档备份，存于）（@moonahoshinova）—Twitter帳戶
- Moona Hoshinova hololive ID （页面存档备份，存于）—Facebook帳戶
- Moona Hoshinova Hololive ID（moonahoshinova）—Instagram帳戶
- Moona Hoshinova （页面存档备份，存于）（itsmoona__）—Tiktok帳戶
- Moona Hoshinova (ムーナ)@ホロライブID—TwitCasting帳戶